# Pierre-Corneille de Blessebois

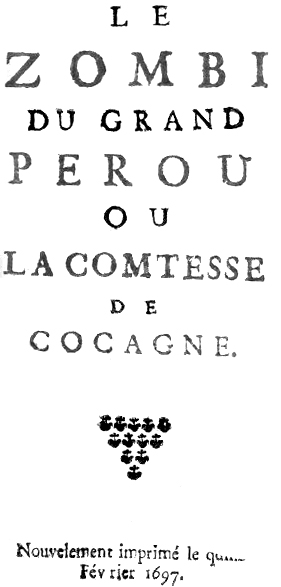
Le Zombi du grand Pérou, ou La comtesse de Cocagne de Pierre-Corneille de Blessebois, 1697.

Paul-Alexis Blessebois, más conocido  como Pierre-Corneille de Blessebois (Verneuil-sur-Avre 1646 - 1700) fue un escritor y autor francés.  
Fue apodado el Casanova del siglo XVII («Casanova du dix-septième siècle») o el poeta de la galera («poète-galérien»), debido a que llevó una vida agitada, de múltiples amoríos y condenas en prisión. 
La variedad de obras publicadas a su nombre -algunas de carácter trágico y otras consideradas más licenciosas- suelen presentar un fuerte énfasis autobiográfico, lo cual, sumado al aire de misterio que cultivó en torno a su figura, ha llevado a algunos historiadores a cuestionar la veracidad de su existencia, teorizando que su legado podría atribuirse a diferentes personas. 

«Ce n’est pas toutefois, que ma Muse normande

Ne pût, en s’efforçant, cueillir une guirlande… »

«No es, sin embargo, que mi musa normanda no pudiera, esforzándose, recoger una corona…»

Pierre Corneille fue el séptimo de los ocho hijos de Paul Blessebois de Alençon, quien fue cobrador de diezmos (receveur des tailles) de Verneuil en 1643, y Madeleine (o Julienne) Gaultier de Coutances, que se encargó de la crianza de sus hijos después de que su esposo muriera en 1657, al mismo tiempo que administraba una fábrica de hilos en la ciudad. 
El cambio de nombre de "Paul-Alexis" a "Pierre Corneille" data de 1660, año en el que se retracta, aparentemente más por interés que por convicción, de la religión protestante de sus padres. Si bien se desconoce la fecha en que Blessebois deja Verneuil para dirigirse a la ciudad de su padre, Alençon, sus motivos se atribuyen a su inquietud por una vida mejor fuera de la ciudad y de los problemas que encontró para publicar en 1668 su primer libro, Aventures du Parc d’Alençon, que relata en efecto las aventuras amorosas del autor, poniendo en duda seriamente las virtudes de los habitantes de Alençon y la reputación de sus desgraciados competidores. Este hecho le significó una fuerte enemistad con el peligroso a la vez que poderoso Hector de Marle, señor de Versigny, intendente de la généralité d'Alençon, quien tuvo la oportunidad de vengarse de Blessebois cuando fue investido con la tarea de revisar los títulos de nobleza a raíz de los escándalos después de la detención de Nicolas Fouquet, donde se “olvidó” de incluir el nombre de la familia Blessebois, con el efecto de que sea imponible.  Cuando retorna a Verneuil, el 30 de julio de 1670, intenta poner fin a las pretensiones de Hector de Marle y, junto a su hermano Philippe, prepara un incendio en la casa de la familia custodia de los registros de la ciudad.  Hector se libra porque en ese momento estaba en Inglaterra.  Por este hecho Blessbois fue encarcelado en Alençon el 25 de agosto, mientras que Marle obtiene información del rey y el derecho a «conocer y resolver el asunto de Blessbois definitivamente y sin apelación» en lugar de los funcionarios Verneuil.  Y el 15 de noviembre fue condenado a destierro perpetuo bajo pena de muerte, 500 libras de multa y la confiscación de todos sus bienes muebles e inmuebles.
Blessebois no puede pagar las 500 libras de multa y permanece en prisión en Alençon, donde sus muchas amantes todavía vienen a abogar por sus favores. 
Al haber muerto su madre en verano de 1671, su pensión ya no le es pagada y Blessebois debe pedir su libertad al Tribunal de Primera Instancia de Alençon (Présidial d’Alençon) con el fin de permitirle cumplir su pena de destierro, demanda apoyada por Marta de Sçay, una de sus amantes. El 19 de noviembre de 1671 la demanda fue aceptada.
El día siguiente, Blessebois se encamina a París y fija su residencia en Sées, donde le espera Marta de Sçay, a la que le había prometido matrimonio. En esta ciudad, Blessebois firma (añadiendo de paso la partícula "de" a su nombre) una capitulación con Marta de Sçay y se embolsa 2.580 libras de dote. Sin embargo, una vez que llegan a París, se vale de dos pistolas para engañarla y forzarla a permanecer en el burdel de La Veranda,  de ponerse en camino para Holanda. Ya sin ilusiones, Marta de Sçay redactó una orden de aprehensión contra su "novio" ante el Tribunal del Chatelet. Mientras tanto, Blessebois inicia la reacción a los cargos desde los Países Bajos antes de regresar en el verano de 1672 a París, donde busca y encuentra a Marta de Sçay, donde es bien vista su acción y se apresura a hacerle detener:
```
   - ¿No sois el chico malo que ha corrompido a tantas chicas? 
   - No, yo soy el muchacho al que tantas chicas han corrompido, responde cínicamente y con valentía al teniente-criminal del Châtelet que lo interroga.
```

Blessebois luego invocó como motivo para negarse a casarse con Marta de Sçay de acuerdo con el contrato matrimonial que firmó, que no puede casarse con una prostituta, y cita como prueba su estancia en el burdel de La Veranda en París. Ya encarcelado intenta, en la misma prisión, casar al hermano de un compañero de cautiverio con Marta de Sçay para liberarse de sus desposorios.  Ella, que ha visto claro en su maquinación, hace encarcelar de nuevo a Blessebois en la Conciergerie el 23 de abril de 1673, fecha a partir de la cual le consagrará un odio feroz que exhalará en varios escritos; emprende la redacción de Rut ou la pudeur éteinte (Celo o el Pudor Apagado) dedicado a arrastrarla por los suelos. Fue liberando el 26 de agosto de 1673, y redacta las Palmes du Fils de l’homme (Palmas del Hijo del Hombre), acerca de la obra de la vida de Jesús, y la tragedia Des Soupirs de Sifroi ou l’innocence reconnue (De los suspiros de Sifroi o la inocencia reconocida) basada en la leyenda de la vida de Genoveva de Brabante.
De vuelta en Normandía haciendo caso omiso de su pena de destierro, mata allí en junio de 1674 a Monsieur de Verdin, el esposo de una amante suya que se negaba a pagarle el precio prometido por sus favores. Esta vez, Blessebois huyó a Holanda, donde retomó su profesión como un gigoló en La Haya. Escribe Le Bordel de mademoiselle de Sçay (El burdel de la Srta. de Sçay) una tragedia en tres actos donde da rienda suelta a su resentimiento contra su antigua prometida. 
Una holandesa, Eva Van Alphen, le consigue un trabajo en la Armada en Holanda, donde luchó contra los suecos.  Habiendo dejado el uniforme holandés, vive un tiempo de su pluma en Leyde antes de regresar a Francia entre 1676 y 1677 cuando empieza La Corneille mademoiselle de Sçay (La Corneja Señorita de Sçay). Al acabársele los recursos, se compromete pronto como dragón en el regimiento de Bretêche.
De nuevo pasó en prisión 14 meses por haber golpeado a la mujer y a la hija de un peluquero parisino un día de permiso, se compromete su liberación si pasaba en la Marina Real de la que finalmente desertó. 
El 14 de agosto de 1681, el Consejo de Guerra Rochefort lo condena a galeras de por vida. Pero el 22 de octubre de 1682 es trasladado a la cárcel de Marsella, donde pasados tres años se lo declara inválido y es vendido como colono contratado a Guadalupe  Con defensa de la "permitir el regreso en Francia con cualquier pretexto". Al llegar a Basse-Terre en mayo de 1686, Blessbois fue vendido a Marguerite la Garrigue, la viuda de John Smith, dueño del dominio de Grand-Pérou (Gran Perú). No tarda en intrigar haciéndose pasar por un brujo, lo que le llevará a conocer a Félicité de Lespinay, condesa de Cocagne, quien solicita el auxilio de sus supuestos poderes sobrenaturales para que la ayuden a casarse con el hijo de su propietaria, Charles Dupont, marqués  de Grand-Pérou hechizándolo y matando a su dueña,  Margarita La Garrigue.  Blessebois satisface a Félicité de Lespinay con la ayuda de varias puestas en escena y simulando la aparición de un zombi. El engaño toma mayor escala cuando el hermano de Charles Dupont, a su vez, recurre a Blessebois para engañar a Félicité de Lespinay.
El escándalo producido en la isla tras estas apariciones misteriosas acabará cuando intervenga la justicia. Blessebois es encontrado responsable, capturado y encarcelado. El 3 de abril de 1690,  es «condenado a pagar una multa honorable, con un nudo en camisa, y una antorcha en el puño ante la iglesia de Nostre-Dame du Mont-Carmel  (Nuestra Señora del Monte Carmelo) y ante la Puerta del Palacio, pidiendo perdón a Dios, al Rey y a la justicia, bajo pena de ser colgado y estrangulado en caso de reincidencia». En febrero de 1697 aparece la novela Le Zombi du grand Pérou (El Zombi del Gran Perú), donde Blessebois relata toda esta aventura.
Una última y más importante controversia que agita la recepción de la obra de Blessebois gira alrededor del lugar de publicación de Le Zombi du grand Pérou; así como ninguno sabe si Blessebois volvió a Francia o acabó su vida en Guadalupe.  Ciertos eruditos afirman que Le Zombi du grand Pérou fue impreso en Ruan mientras que otros aseguran que todo, en la disposición de la obra, difiere de la forma ordinariamente practicada por los impresores ruaneses. En ese caso Le Zombi du grand Pérou, que además contiene un gran número de palabras criollas, habría sido impreso en las Antillas, lo que haría de ella la primera novela de la literatura francesa.

## Obras
- Aventures du Parc d’Alençon, 1668
- Les Palmes du Fils de l’homme, 1675
- Les Soupirs de Sifroi ou l’innocence reconnue, 1675
- Le Rut ou la pudeur éteinte, 1676
- Marthe le Hayer, ou Mademoiselle de Sçay, 1676
- L’Eugénie, 1676
- Le Bretteur, 1676
- Filon réduit à mettre à cinq contre un, 1676
- La Bibliothèque de l’Arétin, 1676
- Le Lion d’Angélie, 1676
- La Corneille mademoiselle de Sçay, 1678
- Le Zombi du grand Pérou, ou La comtesse de Cocagne, 1697

## Obras en español
- El Zombi del Grand-Pérou, o La Condesa de Cocagne, 2011, Kitsune Ediciones